# 南韓全國農民會總聯盟
南韓全國農民會總聯盟（Korean Peasants League, KPL）是一個南韓農民所組成的非政府組織（NGO）。

## 历史
2003 年，KPL 的一個農民在世貿第五次部長級會議期間刺死自己，表達抗議。這件事情的始末，可以參閱 https://web.archive.org/web/20060213140923/http://la.indymedia.org/news/2006/02/146153.php